# Winthemia elegans
Winthemia elegans là một loài ruồi trong họ Tachinidae.